# محاري شائع
محاري شائع (الاسم العلمي: Pleurotus ostreatus) (بالإنجليزية: Oyster Mushroom)‏ هو نوع من الفطريات يتبع جنس المحاري من فصيلة المحارية.
وهو نوع من أنواع الفطريات البرية الصالحة للأكل، والذي يستخدم أيضاً في عمليات تقليل نسبة التلوث في بيئات محددة. سمي الفطر المحاري بهذا الاسم نظراً لشكل رأسه الشبيه بالمحار، حيث أن سيقان هذا الفطر تنمو بشكل جانبي. ويعتقد آخرون بأن هذه التسمية جاءت من الطعم المحاري المميز لهذا الفطر. يستخدم الفطر المحاري بكثرة في الأطباق الصينية واليابانية، وله طعم لطيف غير لاذع، ورائحة شبيهة بالينسون.
للفطر المحاري رأس محاري أو مروحي الشكل، يتراوح قطره ما بين 5 إلى 25 سنتمتر تقريباً، ويتميز بلونه الأبيض، الرمادي، أو البني المتدرج بين الفاتح والغامق. ينتشر الفطر المحاري في المناطق الشبه استوائية، ويعتبر أحد عوامل تحلل لأخشاب، نظراً لقدرته على سحب المواد المغذية من الكائنات أو الأجزاء الميتة. يعد الفطر المحاري أحد أنواع الفطر المفترسة القليلة والمعروفة، حيث يمكن لجزء خاص يعرف بالميسيليا قتل وهضم الديدان الإسطوانية، ويعتقد أنها طريقة للحصول على النيتروجين. يحمل الفطر المحاري شبهاً بالفطر الشبحي السام، الذي ينتشر في أستراليا واليابان.